# Звільнення від покарання
Звільнення від покарання (а так само звільнення від відбування покарання (з випробуванням), заміна призначеного покарання більш м'яким, умовно-дострокове звільнення від відбування покарання) означає притягнення винного до кримінальної відповідальності, призначення судом покарання, але усунення засудженого від фактичного відбування цього покарання.

## Україна
В Україні підставами для звільнення особи від відбування призначеного покарання можуть слугувати: закон про амністію; акт про помилування; призначення покарання особі за кримінальний проступок або нетяжкий злочин, якщо особа не є соціально небезпечною (за винятком окремих випадків); закінчення строків давності (вчинення злочину); вагітність засуджених жінок, наявність у жінок дітей віком до 7 років; закінчення строків давності (виконання обвинувального вироку); у разі доброї поведінки під час відбування покарання особі може бути замінено призначене покарання на м'якше або до неї може бути застосоване умовно-дострокове звільнення. Крім того, особу може бути тимчасово звільнено від покарання в разі хвороби.
Суд може призначити додаткові покарання, крім конфіскації майна.
В разі перенесення відбування покарання через хворобу після видужання особа має відбути призначене покарання (якщо не пройшли строки давності вчинення злочину чи виконання обвинувального вироку). У разі застосування примусових заходів медичного характеру перерахунок покарання здійснюється так: один день позбавлення волі дорівнює одному дню застосування примусових заходів.
Звільнення від відбування покарання з випробуванням може призначатися при засудженні до виправних робіт, службових обмежень для військовослужбовців, обмеження волі, позбавлення волі строком не більше п'яти років (за винятком окремих випадків) або у випадку затвердження угоди про примирення або про визнання вини, якщо сторонами угоди узгоджено одне з вищезазначених покарань і звільнення від його відбування. Іспитовий строк, протягом якого особа має утриматися від вчинення нових злочинів і виконати покладені на неї обов'язки, може становити від одного до трьох років.
Після закінчення іспитового строку особа звільняється судом від призначеного йому покарання і вважається такою, що не має судимості.

## В'єтнам
Призначення покарання нижче межі, передбаченої статтею про кримінальну відповідальність або більш м'якого покарання за наявності двох пом'якшуючих обставин або у разі, якщо засуджений є пособником, чия роль у вчиненні злочину є незначною, та притягається до відповідальності вперше.
Особа звільняється від відбування призначеного покарання у випадку спливу строків давності (з окремими винятками), амністії або умовно-дострокового звільнення. Особа може бути звільнена від відбування покарання судом за поданням Генерального прокурора також у випадку, коли засуджена особа зробила «значне досягнення» (в'єт. lập công lớn — відповідно до Роз'яснень ВС це допомога органам розслідування в іншому кримінальному провадженні, порятунок іншої особи або майна значної вартості від небезпеки, наявність важливих відкриттів або винаходів або, за рішенням суду, інші обставини) або має смертельне захворювання і не є небезпечною для суспільства, а особа, засуджена до позбавлення волі до трьох років, — також у разі, якщо вона не вчиняє правопорушень, її члени сім'ї перебувають у тяжкому становищі і сама особа більше не є небезпечною для суспільства. Особа, яка засуджена до штрафу і сплатила його частину, може бути звільнена у випадку настання фінансової скрути через хворобу або стихійне лихо. За відсутності зазначених підстав, у разі засудження до трьох років позбавлення волі, з урахуванням особи засудженого і наявності пом'якшуючих обставин особа може бути звільнена з іспитовим строком від одного до п'яти років, протягом яких особа має перебувати під наглядом організації, у якїй вона працює, або місцевої влади, і виконувати покладені на неї обов'язки. У разі невиконання цих умов особа може бути направлена для відбування покарання.
Особі, яка відбуває покарання, після відбуття не менше третини призначеного покарання (12 років відносно довічного позбавлення волі), демонструє виправлення і хоча б частково відшкодувала збитки, строк покарання може бути зменшений (але не менше половини призначеного строку, не менше 20 років відносного довічного позбавлення волі). 
Особа, засуджена до позбавлення волі, може бути умовно-достроково звільнена від подальшого відбування за умови відповідності всім зазначеним вимогам: вчинення злочину вперше; засуджена особа досягла значного прогресу на шляху перевиховання; у випадку засудження за тяжкі, особливо тяжкі або винятково тяжкі злочини — спочатку необхідно отримати зменшення строку покарання; наявність стабільного місця проживання; виконання всіх фінансових зобов'язань (сплата штрафу, судових витрат, відшкодування шкоди); відбуття щонайменше половину призначеного строку покарання (15 років у разі попередньої заміни довічного позбавлення волі на позбавлення волі на певний строк; для окремих осіб — третину і 12 років відповідно); злочин не належить до переліку злочинів, за вчинення яких умовно-дострокове звільнення не застосовується.
За наявності підстав виконання покарання може бути відстрочено.

## Російська Федерація
Особі може бути призначено умовно-дострокове звільнення від відбування покарання (тримання в дисциплінарному батальйоні військовослужбовців, примусові роботи чи позбавлення волі), якщо судом буде визнано, що виправлення засудженої особи можливе без відбування повного покарання, та у разі відшкодування завданої шкоди після відбуття окремої частини покарання. Крім того, у разі гарної поведінки засуджених їм може бути замінено покарання на більш м'яке.
Також особу може бути звільнено від покарання в разі зміни обстановки (коли злочин перестав бути суспільно небезпечним) чи внаслідок хвороби засудженого.
Відстрочка у відбуванні покарання може бути надана вагітній жінці, жінці, яка має дитину до 14 років, чоловіку, який має дитину до 14 років і є єдиним батьком (крім засуджених до обмеження волі чи до позбавлення волі на строк понад п'яти років окремі види злочинів). Після досягнення дитиною 14 років суд звільняє засудженого від покарання, знімаючи судимість, або призначає більш м'яке покарання. За вчинення окремих злочинів, пов'язаних з наркотичними засобами, особі може бути відстрочено відбування покарання, якщо вона буде визнана такою, що хворіє на наркоманію, та розпочне курс лікування та реабілітації, але не більше, ніж на п'ять років; після проходження курсу та наявності сталої ремісії не менше двох років особа звільняється від відбування покарання. Також особа звільняється від покарання при закінченні строків давності виконання вироку.
Можливе й умовне засудження: особа, засуджена до виправних робіт, службових обмежень для військовослужбовців, тримання в дисциплінарному батальйоні чи позбавлення волі до 8 років (з окремими винятками), може бути звільнена судом від виконання покарання з урахуванням обставин справи і особи злочинця. Іспитовий строк встановлюється від шести місяців до трьох років (а в разі засудження до позбавлення волі понад 1 рік — до п'яти років).
Після закінчення іспитового строку при умовному засудженні чи в разі повного звільнення від покарання особа вважається такою, що не має судимість.

## Японія
Особі, яка засуджена до позбавлення волі строком до трьох років чи до штрафу розміром до 500 000 єн, може бути відстрочено виконання покарання терміном від одного до п'яти років, якщо цю особа не була засуджена до відбування покарання у виді позбавлення волі (чи більш тяжкого покарання) взагалі чи протягом останніх п'яти років перед призначенням відстрочки. На цей час особі може бути призначено «пробацію». У разі виявлення вчинення нового злочину чи факту засудження до позбавлення волі (чи більш тяжкого покарання) пробація і відстрочка покарання скасовуються.
Після відбуття однієї третини ув'знення (чи 10 років довічного ув'язнення) особу може бути умовно-достроково звільнено за певних умов.
У разі закінчення строків давності виконання вироку особа також звільняється від покарання.